# Чемпионы (телесериал, 2018)
«Чемпионы» (англ. Champions) — американский комедийный телесериал, созданный Чарли Гранди и Минди Калинг. Премьера сериала состоялась 8 марта 2018 года на телеканале NBC.
29 июня 2018 года стало известно о закрытии сериала после одного сезона.

## Сюжет
Харизматичный владелец тренажёрного зала Винс наслаждается холостяцкой жизнью, деля квартиру со своим младшим братом Мэттью в Бруклине, Нью-Йорк. Он живет простой жизнью и ходит на свидания с огромным количеством женщин, пока его девушка из старшей школы Прия не оставляет ему на попечение их пятнадцатилетнего сына Майкла.

## В ролях
- Андерс Холм — Винс Кук
- Фортун Феймстер — Руди
- Энди Фавро — Мэттью Кук
- Джози Тота — Майкл Прашат Патель
- Музам Маккар — Бритни

## Критика
На момент премьеры сериал получил в основном положительные отзывы критиков. На сайте-агрегаторе Rotten Tomatoes сериал получил 63% «свежести» со средним рейтингом 6,2 из 10 на основе 19-ти отзывов. На Metacritic сериал получил 64 балов из ста на основе 13 «в общем положительных» рецензий.
В положительном обзоре Дэвид Виганд из San Francisco Chronicle сказал: «Калинг и соавтор Гранди используют сюжет как витрину неизменно забавного сценария, приятной и достоверной игры актерского состава и, прежде всего, исключительных навыков Джози Тота, которая играет гордого Майкла». В более неоднозначном обзоре Дэниел Финберг из The Hollywood Reporter сказал, что Тота «явно талантлива во многих отношениях» и «получает лучшие изюминки в первых эпизодах, хотя её чрезвычайно сфокусированная близорукость не всегда правдоподобна».